# Chicualacuala
Chicualacuala is de hoofdstad van het Chicualacuala District, gelegen in de provincie Gaza in Mozambique.
De stad is beter bekend onder deze officieuze naam, dan onder zijn officiële naam Vila Eduardo Mondlane. Voor de onafhankelijkheid van Mozambique stond de stad bekend als Malvérnia.
Chicualacuala telde op 1 januari 2005 16.854 inwoners.

## Geschiedenis
Omdat Chicualacuala is gelegen op een gunstige plaats voor troposferische communicatie, had de stad vanwege talrijk aanvallen van Rhodesië een woelige geschiedenis. Verder ligt Chicualacuala aan een belangrijke kruising dicht bij de grens. In juni 1976 lanceerden Selous Scouts vanuit Rhodesië een aanval, genaamd Operation Long John, op de ZANLA/ZANU doorgangskampen in Mapai en Chicualacuala. Gedekt door een artilleriespervuur, viel een kolom van 6 voertuigen de stad aan en ofschoon er weinig opstandelingen werden gedood, werd wel een grote hoeveelheid munitie vernietigd. Het gebied kwam opnieuw onder aanval op 31 oktober 1976.

## Transport
De spoorwegen van Zimbabwe en Mozambique komen in de stad samen en het station van Chicualacuala maakt deel uit van de National Railways of Zimbabwe (NRZ) (tot 1980 de Rhodesian Railways (RR)). Het station van Chicualacuala vormt een duaal station met het station van de Zimbabwaanse stad Sango.